# Ithamar annectans
Ithamar annectans är en insektsart som beskrevs av Van Duzee 1936. Ithamar annectans ingår i släktet Ithamar och familjen smalkantskinnbaggar. Inga underarter finns listade i Catalogue of Life.